# Una tragedia americana (romanzo)
Una tragedia americana (An american tragedy) è un romanzo del 1925 di Theodore Dreiser.

## Trama
Il romanzo è un affresco della società americana di inizio Novecento, divisa fra un'affermazione dei suoi valori morali e l'ambizione di una scalata economica e sociale. Clyde Griffith, il protagonista della storia che incarna le aspirazioni e i vizi della sua epoca, conquista e stabilisce una relazione d'amore con Roberta Alden, una commessa di Kansas City povera come lui ma, allo stesso tempo, corteggia e seduce la ricca Sondra nella speranza di potere, attraverso lei, conquistare i comfort e il prestigio delle classi più benestanti. Alla commessa toccherà una tragica fine perché nella mente di Clyde, chiuso nella morsa della disperazione, comincia a insinuarsi l'idea di ricorrere all'omicidio. 

## Al cinema
Dal romanzo sono stati tratti due film: il primo, - omonimo, originariamente affidato addirittura a Sergej Michajlovič Ėjzenštejn  - viene poi diretto da Josef von Sternberg nel 1931; il secondo nel 1951, firmato dal regista George Stevens e intitolato Un posto al sole, rimasto famoso per le interpretazioni di Montgomery Clift ed Elizabeth Taylor, che ricevette sei premi Oscar sui nove ai quali era stato candidato.

## In televisione
Nel 1962 il regista Anton Giulio Majano diresse uno sceneggiato televisivo, fedelissimo al romanzo, del quale conservò il titolo Una tragedia americana, trasmesso dal Programma Nazionale (l'attuale Rai 1).

## Edizioni
- Teodoro Dreiser, Una tragedia americana, Milano, Nicola Moneta, 1944.
- Theodore Dreiser, Una tragedia americana, trad. di C. L. Guarnieri Calò, Milano, Frassinelli, 1997, ISBN 9788876844447